# Gohar Zaman
Gohar Zaman (Peshawar, 15 dicembre 1979) è un ex calciatore pakistano, di ruolo attaccante.

## Carriera

### Club
Ha vinto il campionato pakistano tre volte con la Allied Bank.
Con la stessa squadra ha anche vinto quattro coppe nazionali.
Si è ritirato nel 2002 a causa di un infortunio.

### Nazionale
Durante le qualificazioni del mondiale 2002, Zaman è divenuto l'unico calciatore pakistano ad aver fatto tripletta in una partita delle qualificazioni dei mondiali (contro lo Sri Lanka; 3-3).
Zaman è stato assistente allenatore della nazionale pakistana tra il 2007 e il 2008.

## Palmarès

### Club
- Campionato pakistano: 3

Allied Bank: 1996-1997(I), 1998-1999, 1999-2000
- Coppa del Pakistan: 4

Allied Bank: 1996, 1998, 1999, 2002